# Pianosa
Pianosa (olaszul: Isola di Pianosa): a Toszkánai-szigetek egyike 
a Tirrén-tengerben. A Toszkán Szigetvilág Nemzeti Park része.

## Földrajza
Közigazgatásilag Olaszország Toszkána tartományának Livorno megyéjéhez tartozik. Területe 10,25 km². Elba szigetétől 14 km-re délnyugatra fekszik. Legmagasabb pontja 29 m tengerszint feletti magasságban van.

## Történelme
A Római Birodalom idején Planasia néven volt ismert. Augustus római császár erre a szigetre száműzte Agrippa Postumust.

## Nevezetességei
- Agrippa Postumus villájának maradványai.
- A Toszkánai-szigetek Nemzeti Park (olaszul Parco Nazionale Arcipelago Toscano) részét képezi.
- A sziget turisták általi látogatása csak a megfelelő engedélyek beszerzése után lehetséges.

## Érdekesség
- Joseph Heller A 22-es csapdája című regényének és a belőle készült filmnek képzeletbeli színhelye.

## Képek

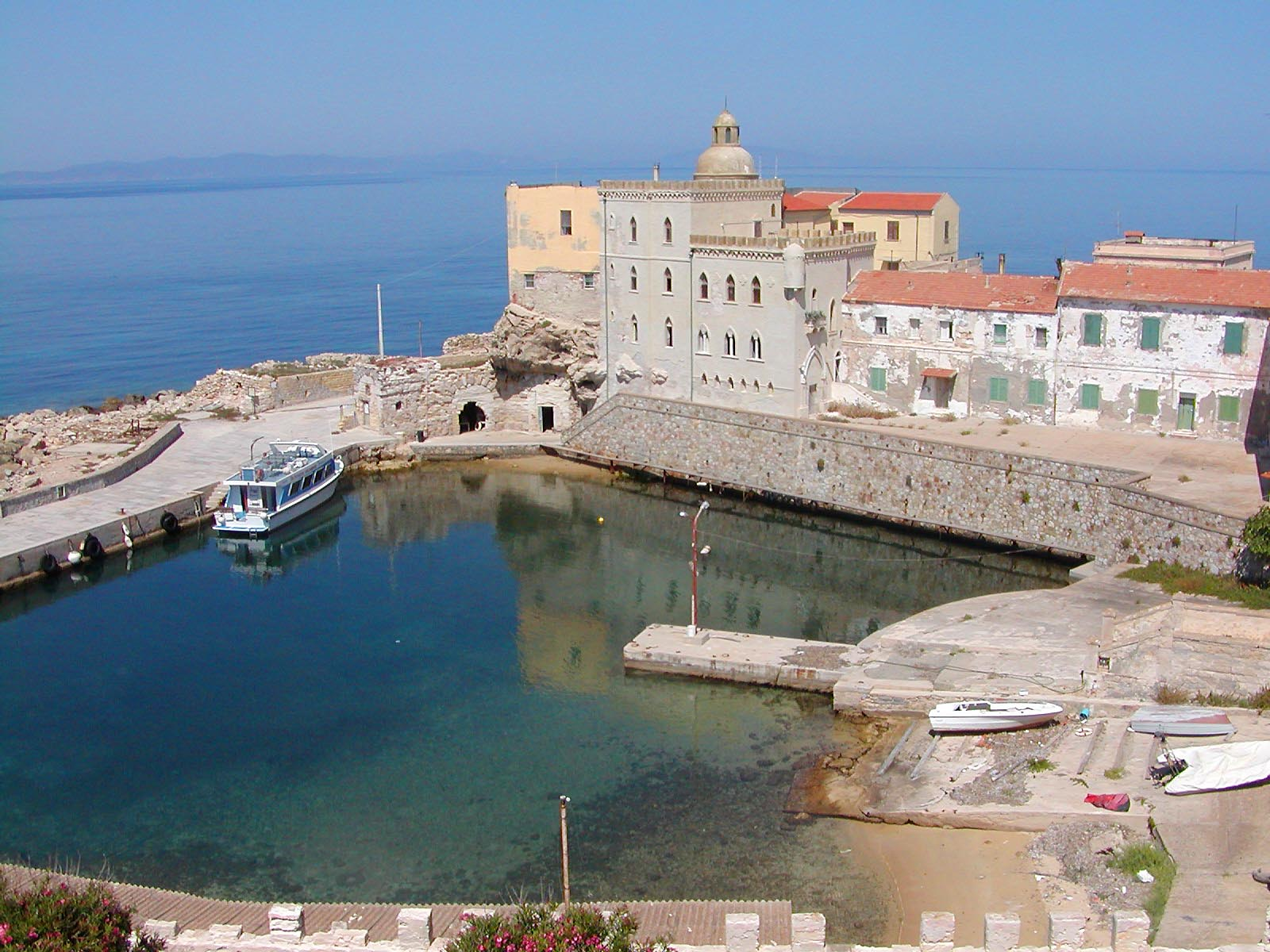
A falu kikötője a Specola-palotával
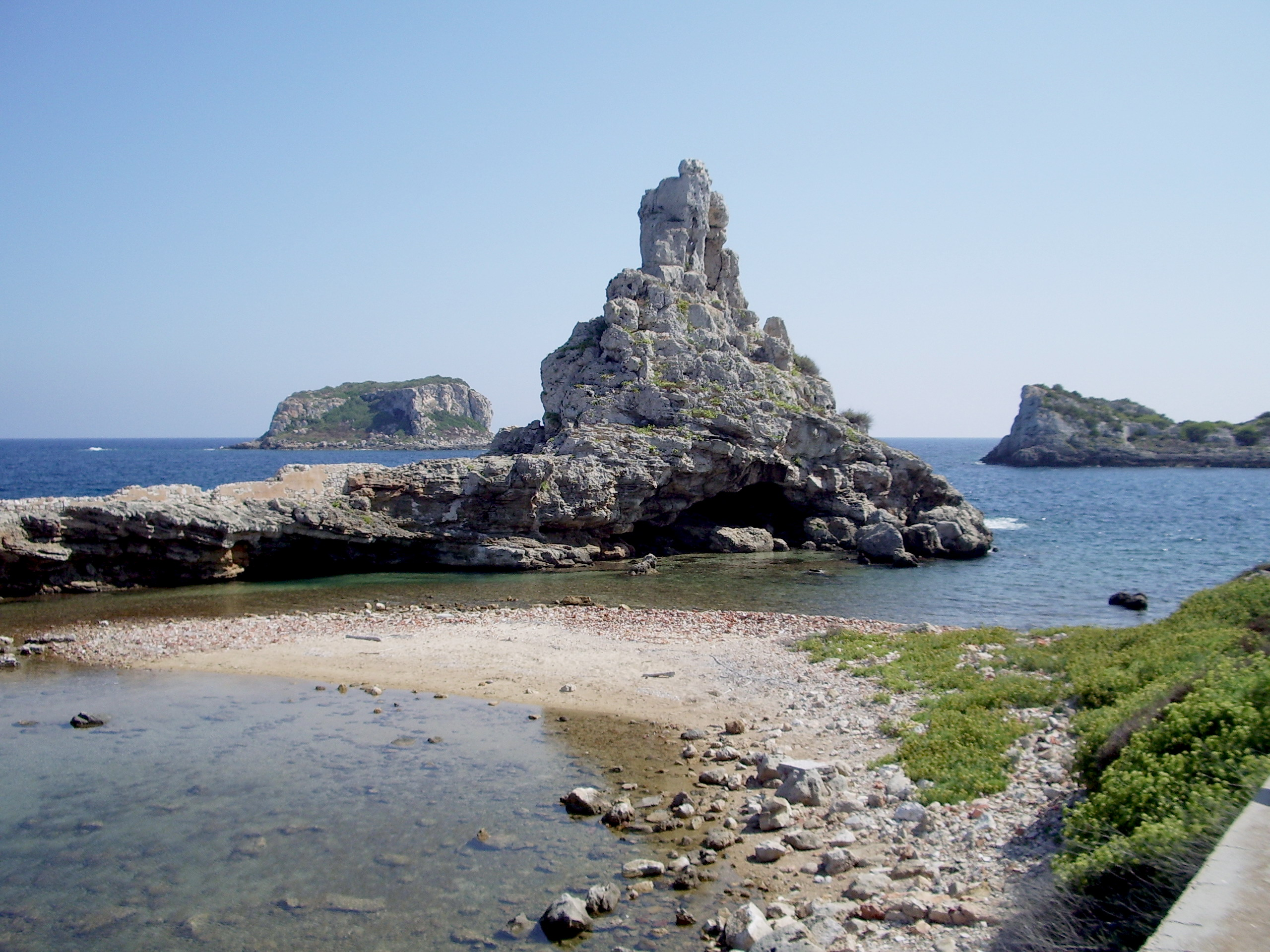
Az előtérben a Marzocco épülete, a háttérben a Scola-sziget
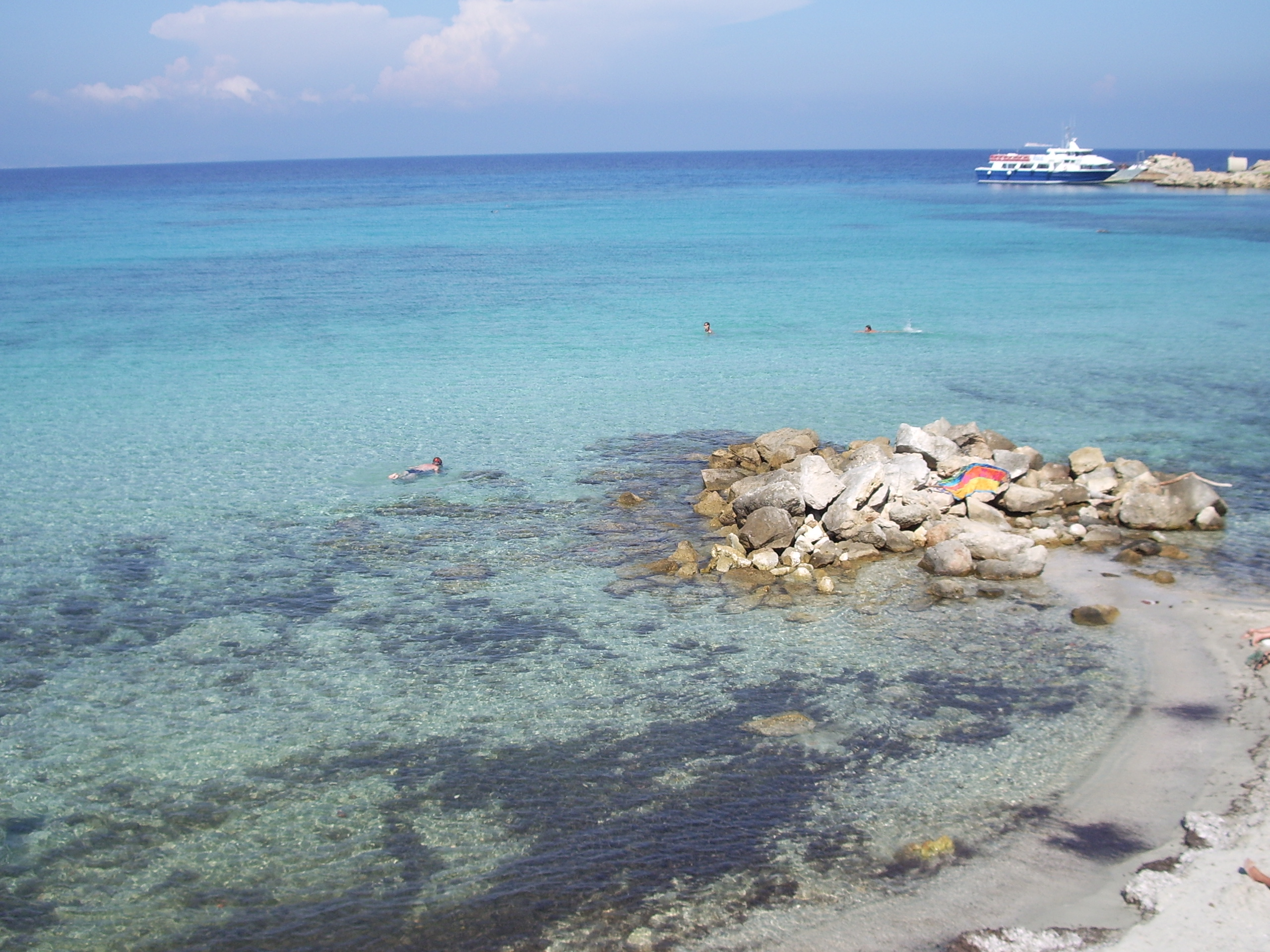
A Giovanna-zátony